# Wola

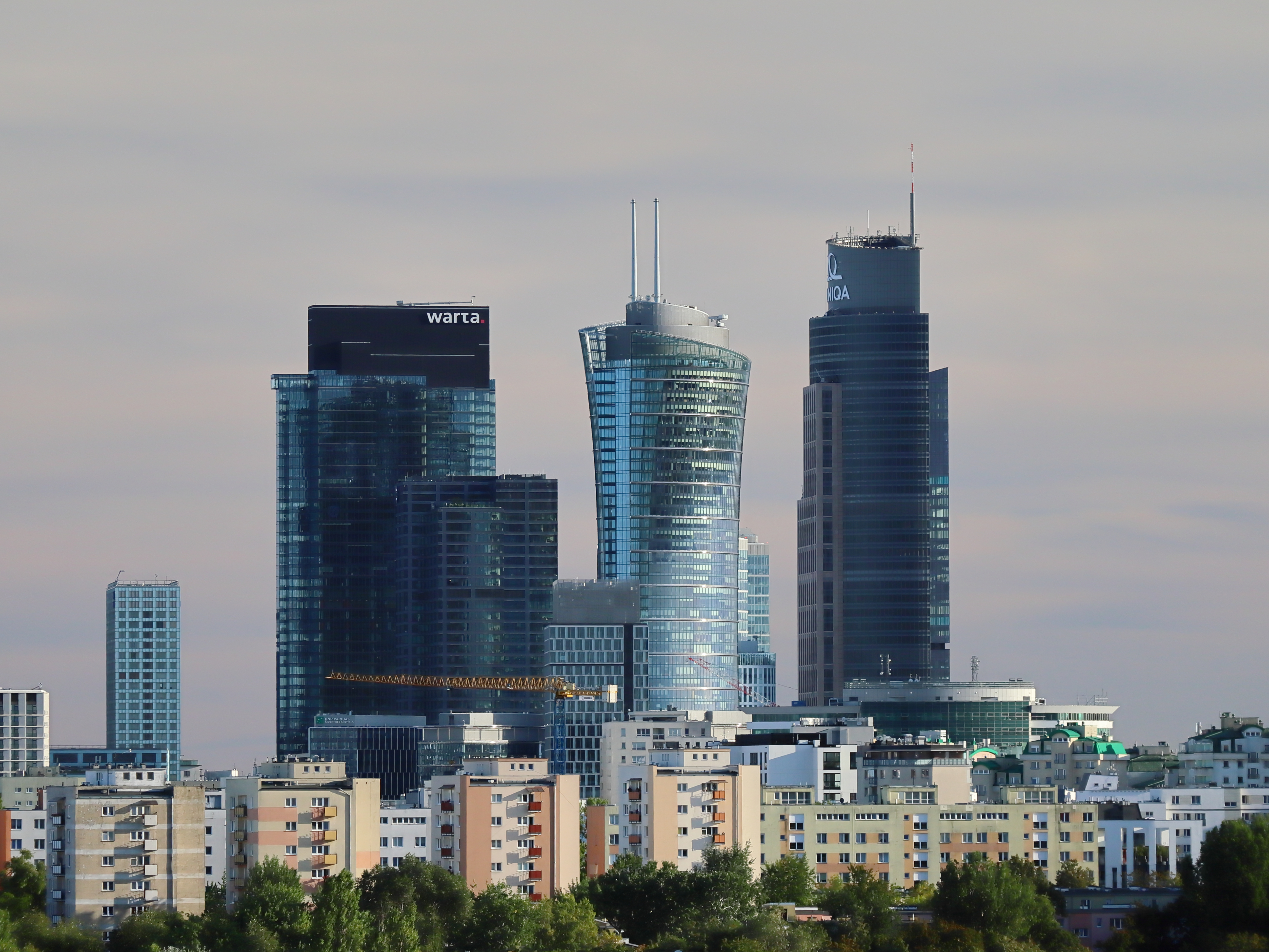
Inicialmente um distrito industrial, Wola se tornou um centro financeiro especialmente após a redemocratização no começo da década de 1990.

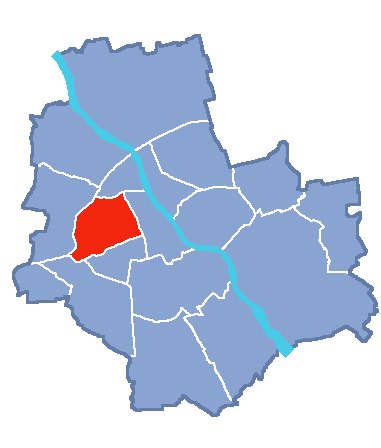
Wola (em vermelho), localizado na área oeste de Varsóvia.

Wola é um distrito de Varsóvia, antiga vila Wielka Wola foi incorporada na cidade de Varsóvia em 1916. Com uma população de mais de 140 mil pessoas, é um importante centro financeiro de Varsóvia, com alguns dos mais altos arranha-céus da Polônia.